# Atilio Ancheta
Pour les articles homonymes, voir Weigel.
Atilio Ancheta, de son vrai nom Atilio Genaro Ancheta Weigel, est un footballeur uruguayen né le 19 juillet 1948. Il a joué au poste de défenseur central, essentiellement pour Grêmio Football Porto-Alegrense. Il a reçu le Bola de Ouro (Ballon d'or brésilien) en 1973.
Il a joué la coupe du monde 1970 avec l'équipe d'Uruguay.

## Palmarès
- Champion d'Uruguay en 1969, 1970 et 1971 avec Club Nacional de Football
- Copa Libertadores en 1971 avec Club Nacional de Football
- « Campeonato Gaúcho » (Championnat du Rio Grande do Sul) en 1977 et 1979 avec Grêmio
- 20 sélections en équipe nationale